# 碘化铍
碘化铍是一种无机化合物，化学式为BeI2。它的潮解性很强，与水剧烈反应，生成氢碘酸。

## 反应
碘化铍可以由金属铍与碘单质加热到500°C至700°C时制得：:
Be  +  I2  →  BeI2
碘化铍也可由碳化铍在气相中与碘化氢反应制得：
Be2C  +  4 HI  →  2 BeI2  +  CH4
碘化铍中的碘离子很容易被其他卤素取代。它与氟气反应生成氟化铍和氟化碘，与氯气反应生成氯化铍，与溴单质反应生成溴化铍。碘化铍与其他氧化剂例如氯酸盐和高锰酸盐剧烈反应生成紫色的碘蒸气。碘化铍固体或蒸汽在空气中都是易燃的。